# Utah Tech University
Die Utah Tech University (auch UT genannt) ist eine staatliche Universität in St. George im Südwesten des US-Bundesstaates Utah. Mehr als 6000 Studenten sind hier eingeschrieben.

## Geschichte

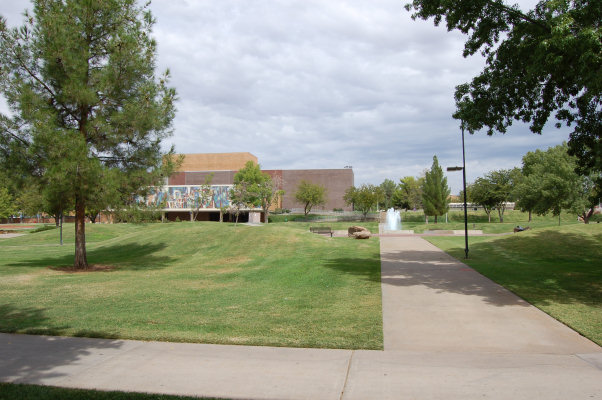
Universitätscampus

Die UT wurde 1911 als St. George Stake Academy von der Kirche Jesu Christi der Heiligen der Letzten Tage (Mormonen) gegründet. 1916 wurde die Hochschule in Dixie Normal College und 1923 in Dixie Junior College umbenannt. 1933 wurde das College verstaatlicht. 1970 erfolgte eine weitere Namensänderung in Dixie College. Den heutigen Namen und den Universitätsstatus erhielt die Hochschule im Jahr 2000.
Die Universität ändert ihren Namen am 1. Juli 2022 in Utah Tech University. Dies folgte auf jahrzehntelange Kontroversen über die rassistischen Konnotationen des Begriffs „Dixie“. Der Begriff „Dixie“ seit dem späten 19. Jahrhundert verwendet wird, um den Südwesten Utahs ohne rassistische Konnotationen zu beschreiben. Die Universität übernahm jedoch in den 1950er Jahren konföderierte Bilder, insbesondere den Spitznamen Rebels. Der Spitzname änderte sich später 2009 in Red Storm und 2016 in Trailblazers.

## Sport
Die Sportteams der Utah Tech werden Trailblazers genannt. Die Hochschule ist vorläufiges Mitglied der Western Athletic Conference.

## Persönlichkeiten
- John Moses Browning – Erfinder von Waffentechnik
- Corey Dillon – American-Football-Spieler